# Kővárfüred
Kővárfüred (Cărbunari), település Romániában, a Partiumban, Máramaros megyében.

## Fekvése
Kápolnokmonostortól északra, Tőkésbánya és Kővárberence közt fekvő település.

## Nevének eredete
Neve a szláv Garba = hegyhát és a román carbonariu = szénégető helyből ered.

## Története
Nevét 1424-ben említette először oklevél Karbonal néven.
1475 körül Gorbonafalwa, az 1543-as Adóösszeírásban Gorbonaczfalwa, 1583-ban Carbonaczfalva, 1591-ben Gorbonaczfalva, 1609-ben Garbanatz, 1613-ban  Garbonacz, 1650-ben Garbonáczfalva, 1659-ben Karbonáczfalva, 1659-ben Gorbonász, 1720-ban Garbonásfalva, 1831-ben Garbonátz, Kohlendorf, Kerbunerju, 1890-ben belügyminiszteri rendeletre Füred néven írták.
Kővár váránk tartozéka és román falu volt, és valószínű, hogy 1424-ben fordult elő először, mikor Drág fiainak osztozkodásakor Drág fiainak nek és Sandrinnak jutott.
1543-ban Drágffy Gáspáré, 1546–52-ben már özvegyéé, somlyói Báthory Annáé.
1553–54-ben*uo. Drágffy György birja.
1556-ban Izabella királyné Drágffy György e birtokát bátori (ecsedi) Báthori Györgynek, nejének somlyói Báthory Annának s fióknak Istvánnak adományozta.
1567-ben II. János király Kővárt visszafoglalva, azt összes tartozékaival, tehát e tartozékot is beregszói Hagymási Kristófnak adományozta.
1583-ban Báthory Zsigmond e falut a kapniki ezüstbányászat czéljából 2 évre, majd 1585-ben 12 évre br. Herberstein Felicziánnak adta haszonbérbe.
1591-ben Báthory a fejedelem Herberstein Feliczián halálával a haszonbért örököseivel további 6 évre megújította.
1603-ban a berenczei járáshoz tartozott.
1609-ben Báthory Gábor e birtokot Szilágyi János kővári kapitánynak adományozta.
1613-ban Bethlen Gábor Szilágyi János kővári kapitányt e birtokában megerősítette
1639-ben e falu a kapniki bányához tartozik.
1650-ben mint tiszta kincstári falu Kővárhoz tartozott.
1659-ben Barcsay Ákos a kapniki bányával együtt, mint annak tartozékát, e birtokot Hartman Jánosnak adja bérbe.
1659-ben Barcsay Ákos fejedelem garbonáczi Tárcza Tamást és Dénest megnemesíti, kiknek alább czimerét is bemutatjuk.
1679-ben Apaffy Mihály fejedelem borbereki Alvinczi Ferencznek a fejedelmi javak praefectusának egy itteni jobbágyot (Ungur) ad zálogba.
1690-ig e falu Kapnikbányához tartozott, de felhagyva a bányászattal, ismét Kővárhoz csatolták.
1702-ben kincstári birtok,
1719-ben a kincstár e birtokot a gróf Teleki családnak általadta.
1770-ben birtokosai: a kincstár és gróf Teleki Ádám, idősebb Samu, Pál és néhai idősebb János utódai.
1910-ben 801 lakosából 17 német, 758 román volt. Ebből 124 görögkatolikus, 654 görögkeleti ortodox, 17 izraelita volt.
A trianoni békeszerződés előtt Szolnok-Doboka vármegye Kápolnokmonostori járásához tartozott.

## Nevezetességek
- Görög keleti kőtemploma - 1880-ban épült, 1894-ben szentelték fel Mária születésének tiszteletére.